# Anonieme kunstenaars uit een verre wereld
Anonieme kunstenaars uit een verre wereld was een tentoonstelling van oktober tot december 1973 in het Tropenmuseum in Amsterdam.
De tentoonstelling vulde de centrale lichthal van het museum met een collectie niet-Europese kunstwerken die was aangekocht van de weduwe van Gijsbert Oudshoorn, een verzamelaar uit Den Haag. Oudshoorn, een employé van de Rotterdamsche Bank en op latere leeftijd freelance kunstcriticus bij het Parool-concern, was een man met bescheiden middelen: hij had zijn verzameling tribale kunst en Aziatische exotica kunnen aanleggen door zich een leven lang allerlei geneugten te ontzeggen. Enkele jaren na zijn overlijden werd de verzameling voor een aanzienlijk bedrag aangekocht door het Tropenmuseum, dat daarvoor een aantal jaarbudgetten moest reserveren voor de afbetaling van enkele jaarlijkse termijnen. De collectie-Oudshoorn vulde een aantal hiaten op in de collectie van het Tropenmuseum, dat als het vroegere Koloniaal Museum alleen rijkelijk gesorteerd was in kunstobjecten uit de voormalige overzeese gebiedsdelen Nederlands-Indië, Nederlands-Nieuw-Guinea en, in mindere mate, Suriname en de Caribische eilanden.
De collectie bestaat voor het merendeel uit houten sculpturen en maskers uit Afrika en Oceanië, Indonesische en Japanse theatermaskers, Japanse prenten en archeologische Loeristan-bronzen uit Iran. De catalogus bespreekt en toont slechts een selectie van zesentwintig objecten. De auteur wordt niet genoemd.  

## Catalogus
- Anonieme kunstenaars uit een verre wereld. Amsterdam, Tropenmuseum, 1973